# Guma, Hotan
Guma, även känt som Pishan, är ett härad som lyder under prefekturen Hotan i Xinjiang-regionen i nordvästra Kina. Det ligger omkring 1 100 kilometer sydväst om regionhuvudstaden Ürümqi. 